# Эксперт
Экспе́рт (от лат. expertus — опытный) — специалист, проводящий экспертизу, то есть приглашённое или нанимаемое лицо для выдачи квалифицированного заключения или суждения по вопросу, рассматриваемому или решаемому другими людьми, менее компетентными в данной области.
Эксперты привлекаются для оценки состояния объектов, для принятия ответственных решений: судами, управлениями предприятиями и проектами, либо для оценки исторических объектов и артефактов, перепроверка заявляемых открытий и изобретений, и др.

## В научно-практическом значении
Эксперт — лицо, обладающее специальными знаниями, после сообщения об открытии или научной новизне воспроизводящее явления для подтверждения их научной достоверности. Экспертизы научного порядка делаются и для технических и хозяйственных нужд: геологические, экономические, социальные и др.

## В юридическом значении
Эксперт — лицо, обладающее специальными знаниями, привлекаемое следственными органами, судом, арбитражным судом, третейским судом для проведения экспертизы. Процессуальным законодательством определены основания и условия экспертизы, права и обязанности эксперта.
Эксперт вправе:
- знакомиться с материалами дела;
- присутствовать с разрешения следователя (суда) при производстве следственных (судебных) действий;
- задавать допрашиваемым вопросы;
- давать заключения.

Профессиональная компетенция эксперта не распространяется на юридическую сторону уголовного или гражданского дела. Эксперт представляет заключение в письменном виде. За необоснованный отказ дать заключение или за дачу заведомо ложного заключения эксперт несёт уголовную ответственность.